# La dama de rosa
A Dama de Rosa é uma telenovela venezuelana, protagonizada por Jeannette Rodriguez e Carlos Mata em 1986. Foi escrita por José Ignacio Cabrujas e Izaguirre Boris, e dirigida por Luis Manzo e Tito Rojas. Foi transmitida pela RCTV. Foi uma versão livremente inspirada no clássico francês do século XIX, Os Miseráveis, de Victor Hugo.

## Sinopse
Gabriela Soares, uma jovem estudante de teatro e animadora de torcida, começa a trabalhar na lavagem de carros com o fim de ajudar economicamente a sua família, pois o seu pai acabou de falecer, e ela é a irmã mais velha.
O lava-jato é propriedade de um célebre homem de negócios, Tito Clemente, que conhecerá Gabriela, e manterão um breve romance. Pouco depois, Gabriela é incriminada falsamente por um delito de tráfico de drogas e é presa, condenada a 12 anos de prisão.
Tito Clemente abandona-a à sorte, ignorando que ela espera um filho seu. Na prisão, Gabriela planeia sua fuga, a qual levará finalmente a cabo, após sete anos de prisão. Um único objetivo anima a sua vida: vingar-se do homem que arruinou sua vida. Para isso, mudará sua aparência e usará uma nova identidade, de Beatriz Ferreira(em espanhol, Emperatriz Ferrer), entrando de novo na vida de Tito Clemente.

## Elenco
- Jeannette Rodríguez … Gabriella Soares / Beatriz Ferreira
- Carlos Mata … Tito Clemente
- Miguel Alcántara … David Rangel
- Jaime Araque … Nelson Soares
- Gisvel Ascanio … Elsa
- Haydée Balza … Carmen
- Egnis Santos … Nelly
- Xavier Bracho … José Antonio Clemente
- Gladys Cáceres … Mercedes Olívia Rangel
- Fernando Carrillo … José Luis
- Dalila Colombo … Leyla Kebil
- Helianta Cruz … Margot
- Guillermo Ferrán … Martín Clemente
- Juan Frankis … Eloy González
- Humberto García … Asdrúbal
- Zulay López … Grécia
- Félix Loreto … Aníbal Ortega
- Alberto Marín … Comissário
- Jonathan Montenegro … Diego Clemente Soares
- Amalia Pérez Díaz … Lucía Soares
- Victoria Roberts … Julia Soares
- Irina Rodríguez … Maria Fernanda
- Francis Romero … Sonia
- Marcelo Romo … Joaquim Mendonça
- Carlota Sosa … Amparo
- Carlos Villamizar … Benavides
- Gigi Zanchetta … Eleonora

## Exibição

### Portugal
Foi exibida em Portugal pela TVI em 1994.
Foi exibida pela segunda vez entre 31 de Março a 29 de agosto de 1997, com dublagem Brasileira, sendo substituída pela exibição da novela venezuelana Caprichos.

### Brasil
Está disponível gratuitamente completa e dublada no canal da RCTV no YouTube.
Também está disponível no serviço de streaming Vix desde 2021.

## Produção
- Escritores: José Ignacio Cabrujas, Marc Handler e Boris Izaguirre
- Tema Musical: Locos de Amor/Sólo importas tu
- Intérprete: Yordano/ Franco de Vita
- Tema Musical: Locos de Amor
- Intérprete: Yordano
- Direção: Tito Rojas
- Cenografia: Enrique Fernández
- Desenho de Vestuário: Carlos de Luca
- Música: Fedérico Gattorno
- Produção Executiva: Daniel Farias
- Direção: Luis Manzo